# Заря (Теучезький район)
Заря (рос. Заря; адиг. Нэфылъ) — селище Теучезького району Адигеї Росії. Входить до складу Понежукайського сільського поселення.
Населення — ненаселене (2015 рік).